# Кубок Украинской ССР по футболу 1950
11-й розыгрыш Кубка УССР состоялся с 9 августа по 10 сентября 1950 года. Участие принимали 32 команды. Обладателем Кубка стал ужгородский «Спартак»

## 1/32 финала
| Город     | Команда                 | Счёт | Команда                        |
| --------- | ----------------------- | ---- | ------------------------------ |
| Харьков   | «Урожай» (Харьков)      | 1:2  | «Локомотив» (Полтава)          |
| Кременчуг | «Дзержинец» (Крюков)    | 1:3  | «Торпедо» (Днепропетровск)     |
| Ужгород   | «Спартак» (Ужгород)     | 2:0  | «Искра» (Мукачево)             |
| Чернигов  | «Вымпел» (Чернигов)     | 4:1  | «Локомотив» (Смела)            |
| Херсон    | «Спартак» (Херсон)      | 14:2 | Сборная Кировоградской области |
| Запорожье | «Металлург» (Запорожье) | +:-  | Сборная Сталинской области     |

## 1/16 финала
| Город              | Команда                       | Счёт | Команда                       |
| ------------------ | ----------------------------- | ---- | ----------------------------- |
| Ужгород            | «Спартак» (Ужгород)           | +:-  | «Красное Знамя» (Черновцы)    |
| Станислав          | «Спартак» (Станислав)         | 1:2  | «Нефтяник» (Стрый)            |
| Проскуров          | «Динамо» (Проскуров)          | 1:3  | Команда Измаила               |
| Каменец-Подольский | «Динамо» (Каменец-Подольский) | 4:0  | ОДО (Львов)                   |
| Дрогобыч           | «Нефтяник» (Дрогобыч)         | 2:1  | «Динамо» (Луцк)               |
| Сталино            | «Шахтёр» (Смолянка)           | 1:2  | «Металлург» (Днепродзержинск) |
| Ворошиловск        | «Металлург» (Ворошиловск)     | 3:2  | Кагановичский район (Харьков) |
| Полтава            | «Локомотив» (Полтава)         | 1:1  | «Металлург» (Запорожье)       |
| Полтава            | «Локомотив» (Полтава)         | 1:2  | «Металлург» (Запорожье)       |
| Осипенко           | Трактор (Осипенко)            | 1:0  | «Торпедо» (Днепропетровск)    |
| Прилуки            | «Машиностроитель» (Прилуки)   | 2:1  | Команда Чернигова             |
| Конотоп            | «Звезда» (Конотоп)            | +:-  | «Динамо» (Винница)            |
| Кировоград         | «Трактор» (Кировоград)        | 2:1  | «Спартак» (Херсон)            |

## 1/8 финала
| Город              | Команда                       | Счёт | Команда                     |
| ------------------ | ----------------------------- | ---- | --------------------------- |
| Ужгород            | «Спартак» (Ужгород)           | 5:0  | Дзержинский район (Харьков) |
| Стрый              | «Нефтяник» (Стрый)            | 0:1  | «Динамо» (Черновцы)         |
| Николаев           | «Динамо» (Николаев)           | 1:0  | Команда Измаила             |
| Каменец-Подольский | «Динамо» (Каменец-Подольский) | 1:3  | «Нефтяник» (Дрогобыч)       |
| Днепродзержинск    | «Металлург» (Днепродзержинск) | 3:4  | «Металлург» (Ворошиловск)   |
| Запорожье          | «Металлург» (Запорожье)       | 5:1  | Трактор (Осипенко)          |
| Прилуки            | «Машиностроитель» (Прилуки)   | 0:1  | «Звезда» (Конотоп)          |
| Кировоград         | «Трактор» (Кировоград)        | 9:1  | Команда Житомира            |

## Четвертьфинал
| Город       | Команда                   | Счёт | Команда                 |
| ----------- | ------------------------- | ---- | ----------------------- |
| Ужгород     | «Спартак» (Ужгород)       | 2:0  | «Динамо» (Черновцы)     |
| Николаев    | «Динамо» (Николаев)       | 2:0  | «Нефтяник» (Дрогобыч)   |
| Ворошиловск | «Металлург» (Ворошиловск) | 1:2  | «Металлург» (Запорожье) |
| Конотоп     | «Звезда» (Конотоп)        | 5:0  | «Трактор» (Кировоград)  |

## Полуфинал
| Город     | Команда                 | Счёт | Команда             |
| --------- | ----------------------- | ---- | ------------------- |
| Ужгород   | «Спартак» (Ужгород)     | 2:1  | «Динамо» (Николаев) |
| Запорожье | «Металлург» (Запорожье) | 7:1  | «Звезда» (Конотоп)  |

## Финал
| 10 сентября 1950 года             | \| «Спартак» Ужгород \| 4:2 \| «Металлург» Запорожье \| | Киев                  |
| Спартак:Гл. тренер: Василий Радик |                                                         |                       |
| «Спартак» Ужгород                 | 4:2                                                     | «Металлург» Запорожье |